# Philip Naameh
Philip Naameh (ur. 8 września 1948 w Nandom-Ko) – ghański duchowny katolicki, arcybiskup Tamale od 2009.

## Życiorys
Święcenia kapłańskie przyjął 16 grudnia 1977.

## Episkopat
3 lutego 1995 papież Jan Paweł II mianował go biskupem diecezji Damongo. Sakry biskupiej udzielił mu 28 maja 1995 kard. Jozef Tomko.
12 lutego 2009 został mianowany ordynariuszem archidiecezji Tamale. Od 2016 jest przewodniczącym Konferencji Biskupów Ghany.